# Професионално рвање
Америчко рвање (на енглеском познато као Profesional Wresling, што би се превело као Професионално рвање), познато у пренесеном смислу и као кечери (што би се односило на „рваче”), облик је спортске забаве који повезује спорт и глуму. „Професионално рвање”, како је познато у Сједињеним Америчким Државама, се разликује од спортског рвања по својим исценираним тачкама. Инсценирана природа мечева је јавна тајна: и рвачи и гледаоци — као и коментатори и новинари — претварају се да је реч о правом такмичењу. „Професионално рвање” је знатно популаризовао WWE.
Борбе професионалног рвања имају планирани завршетак како би се постигла прича. Сви потези које изводе професионални рвачи изводе се тако да се противник заштити и не повреди, иако ти потези изгледају као да професионални рвачи желе да учине управо супротно — што јаче повредити противника. Те ствари чувале су се у тајности, али су с временом постале општепознате.